# Quemado de Güines
Quemado de Güines è un comune di Cuba, situato nella provincia di Villa Clara.